# Алекс Муні
Алекс Муні (англ. Alex Mooney; нар. 7 червня 1971, Вашингтон) — американський політик-республіканець. З січня 2015 року він представляє 2-й округ Західної Вірджинії у Палаті представників США. Він є першим латиноамериканцем, обраним до Конгресу в історії Західної Вірджинії

## Життєпис
У 1993 році він закінчив Дартмутський коледж у Ганновері (Нью-Гемпшир), у 1992 році невдало балотувався до Палати представників Нью-Гемпширу. З 1993 по 1995 рік він працював у штабі конгресмена Роско Бартлетта. З 1999 по 2010 рік він входив до Сенату Меріленду, з 2010 по 2013 рік він очолював Республіканську партію штату Меріленд. З 2011 по 2013 рік він також був членом Республіканського національного комітету. З 2005 по 2011 рік він був керуючим директором Національного центру журналістики.